# Àguila de sang

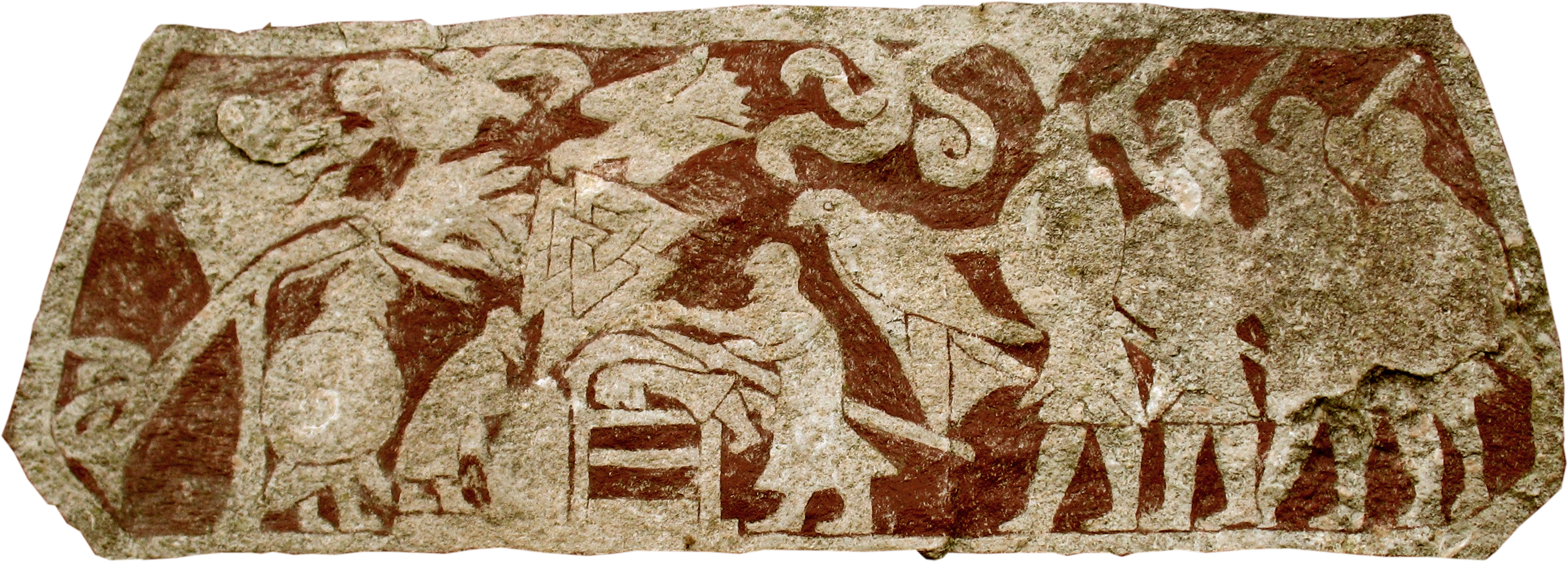
Detall de la pedra Stora Hammars I, amb un home postrat sobre el ventre i un altre utilitzant la seva arma a la seva esquena, un Valknut, i dues àguiles, una de les quals és sostinguda per un home a la dreta

L'àguila de sang és una forma ritualitzada de pena de mort, esmentada en la poesia escàldica tardana, que refereix a les execucions del rei Ælla de Northúmbria i de Halfdan Cames-Llargues. La segona es descriu amb cert detall: la víctima era posada de boca terrosa, amb una espasa se li seccionaven les costelles arran de l'espina dorsal i, per l'obertura, es treien enfora els pulmons, que semblarien les ales esteses d'una àliga. Els experts han debatut llargament si es tracta d'una forma d'execució real, d'un invent literari o una interpretació errònia de poemes més antics.
La mort de Halfdan Cames-Llargues, fill del rei Harald Bella-Cabellera, a mans d'Einar, comte de les Òrcades, va tenir lloc cap a l'any 895. La seva descripció es troba a l'Orkneyinga saga, que data de principis del segle xiii, i de forma similar al Heimskringla de Snorri Sturluson, escrita entre 1225 i 1230. El primer l'interpreta com un sacrifici a Odin. La mort d'Ælla va ser anterior, l'any 865, i s'esmenta de forma poc clara a Knútsdrápa de Sigvatr Þórðarson, escrit a la primera meitat del s.XI i a Þáttr af Ragnars sonum (el "Conte dels fills de Ragnar"), del s.XIII. .
El corrent que defensa que no es tracta d'un ritual real es basa en la distància entre els fets i els escrits, en que són obra d'autors nòrdics cristianitzats i en el fet que no s'ha trobat cap referència contemporània a l'àliga de sang. Al Knútsdrápa, l'obra més antiga, s'esmenta dient que "Ivar va tenir l'esquena d'Aella tallada amb una àliga", cosa que podria referir-se a que el rei, viu o mort, va ser deixat com a aliment per als ocells rapinyaires. Posteriorment, aquest vers, transmès oralment, podia haver estat malinterpretat o reinterpretat.
A la Pedra de Stora Hammars I apareix una escena que podria correspondre a aquest ritual. Hi apareix un home estès de boca terrosa, subjectat per un altre que sembla ferir-lo amb una arma, mentre un tercer aboca una àliga damunt la seva esquena. També s'hi veuen un home penjat d'un arbre i un valknut, elements tots dos propis d'un sacrifici a Odin.